# 斉藤斐
斉藤 斐（さいとう あきら、1855年6月28日（安政2年5月15日） - 1938年（昭和13年）12月9日）は、日本の政治家・実業家。衆議院議員。

## 概要
1855年（安政2年）に下総国相馬郡守谷町（現:茨城県守谷市）の齋藤家の長男として生まれる。斉藤家は江戸時代の下総国関宿藩領のうち10ヶ村の惣名主を務めた家で、先祖に小林一茶に学んだ俳人斉藤徳左衛門（俳号「若雨」）、弟に文学博士である斉藤隆三がいる。
1859年（安政6年）頃より守谷町愛宕の私塾で木村正之に学び、1866年（慶応2年）より親戚の中山家に移り、後に東京帝国大学教授になる漢詩人の信夫恕軒や木戸栄伯、盛岡栄三郎に学んだ。これらの過程で西洋文化志向を強く持つようになり、2、3の英学塾を経て、慶應義塾に学んだ。慶應義塾で学んだ後は郷里に戻り、政治結社「改進社」を結成した。1878年（明治11年）には守谷町に守谷郵便局を設置するなど、郷里の発展に寄与した。
自由民権運動の高まりと共に運動に身を投じ、1880年（明治13年）2月25日には同舟社の呼びかけに応じる形で、筑波山会議に改進社の有志として参加した。1881年（明治14年）には北相馬郡から県会議員に立候補し、県議を4期務めた。1892年（明治25年）には第2回衆議院議員総選挙に出馬して当選し、計3期に渡り衆議院議員として国政に参加した。
政界引退後、1896年（明治29年）農工銀行の設立委員に選ばれる。1900年（明治33年）茨城農工銀行頭取に就任し、1933年（昭和8年）までの33年にわたって頭取を務めた。また、1924年（大正13年）には、政府の1県1銀行政策による合併問題に対し、茨城県の合同促進委員として合同に関する一切の交渉を任され、1935年（昭和10年）には郷里守谷にも店舗を置く常陽銀行の基礎を築いた。